# Sattajärvi (Pajala)
Sattajärvi is een dorp in Zweden, het ligt in de gemeente Pajala, is in 1688 door Olof Olofsson Vuopio-Satta gesticht, een handelsvertegenwoordiger uit Finland en bestaat uit een aantal kernen, waaronder Sattavaara en Hörntopet. De meeste inwoners zijn volgelingen van Lars Levi Læstadius. Er zijn in het dorp een leerlooierij en een leerfabriek met museum gevestigd, van het merk Kero.
Het dorp ligt aan een meer, dat dezelfde naam heeft, met een oppervlakte van ongeveer 1 km² .
Aareavaara · Anttis · Huukki · Isovaara · Jarhois · Juhonpieti en Erkheikki · Junosuando · Kainulasjärvi · Kangos · Kardis · Kassa · Kätkesuando · Käymäjärvi · Kaunisvaara · Kengis · Kenttä · Keräntöjärvi · Kieksiäisvaara · Kiilarova · Kihlanki · Kitkiöjärvi · Kitkiöjoki · Kolari · Kompelusvaara · Korpilombolo · Kurkkio · Lahenpää · Lahnajärvi · Lautakoski · Liviöjärvi · Lovikka · Männikkö · Muonionalusta · Muodoslompolo · Narken · Nuuksujärvi · Ohtanajärvi · Oksajärvi · Pääjärvi · Pajala · Parkalompolo · Pentäsjärvi · Peräjävaara · Pimpiö · Ristimella · Ruosteranta · Sahavaara · Saittarova · Salmijärvi · Särkimukka · Sattajärvi · Selkäjärvi · Suaningi · Talinen · Tärendö · Teurajärvi · Torinen · Törmäsniva · Tornefors